# ماركو ريفيرا
ماركو ريفيرا (بالإنجليزية: Marco Rivera)‏ هو لاعب كرة قدم أمريكية أمريكي، ولد في 26 أبريل 1972 في بروكلين في الولايات المتحدة.

## وصلات خارجية
- ماركو ريفيرا على موقع مرجع كرة القدم المحترفة.كوم (الإنجليزية)